# The Negro Worker

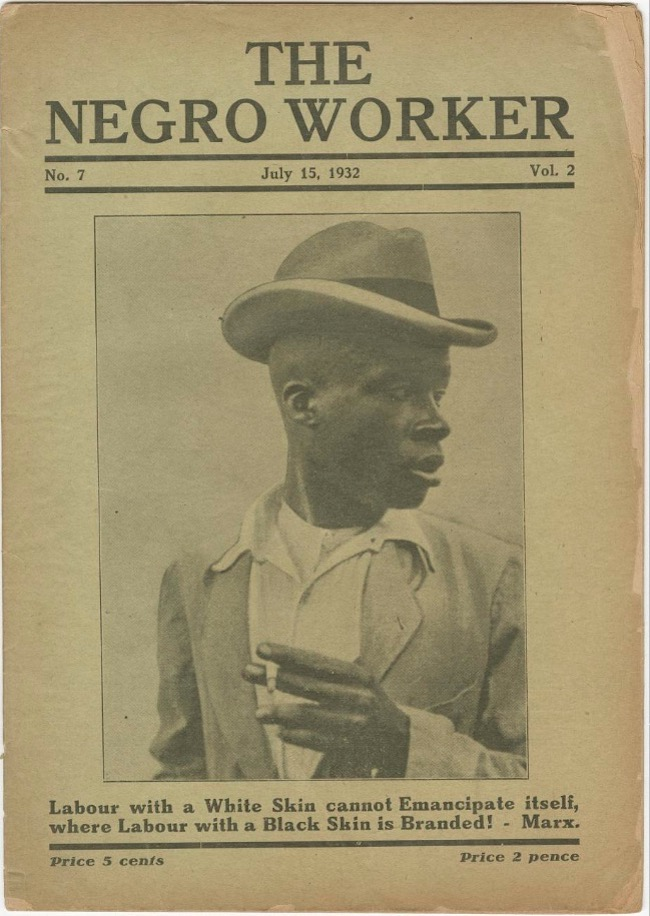
Ejemplar del Nº 7 de The Negro Worker, publicado el 15 fe julio de 1932

The Negro Worker (en español: El Trabajador Negro) fue el periódico del Comité Sindical Internacional de Trabajadores Negros. El nombre oficial The International Negro Workers' Review, cuando se lanzó en 1928, pero cambió en marzo de 1931. Dejó de publicarse en 1937. Fue editado primero por una figura reconocida en los círculos comunistas de Harlem: George Padmore hasta 1931 y luego por James W. Ford hasta 1937, año en que dejó de editarse.

## Relevancia
The Negro Worker fue el gran instrumento de difusión del Comintern, que permitió a gente negra y a personas aliadas a "tener información actualizada sobre las luchas que se estaban librando alrededor del mundo y la orientación política necesaria (comunista) para las transformaciones radicales, tomando como referente la hazaña de la Rusia soviética". Al igual que Negro World de Marcus Garvey fue prohibida por subversión en Trinidad y Tobago, Granada y San Vicente, aunque esto no impidió que la clase trabajadora (mayoritariamente de las petroleras) circulara la publicación de forma clandestina.